# Le Mélomane
Pour plus de détails, voir Fiche technique et Distribution.
Le Mélomane est un film réalisé par Georges Méliès, sorti en 1903.

## Synopsis
Un chef dirige six choristes et deux musiciens devant une portée musicale constituée de cinq fils suspendus au-dessus des personnages. Le chef y accroche une clé de sol, puis des notes, qui sont sa propre tête, lancée et accrochée à la portée, puis qui lui repousse à chaque fois. Il y accroche ensuite des baguettes pour figurer celles des notes. Ensuite, le chœur se met en action sous sa direction en montrant des panneaux où figurent le nom des notes : ut, ut, ré, si, mi, etc. Le morceau terminé, les têtes s'envolent et disparaissent.

## Interprétation
- Georges Méliès : le chef